# Фатовец
Фатовец (укр. Фатовець) — село в Пядикской сельской общине Коломыйского района Ивано-Франковской области Украины.
Население по переписи 2001 года составляло 463 человека. Занимает площадь 5.939 км². Почтовый индекс — 78245.